# Disfear
A Disfear svéd d-beat/crust punk zenekar, amely 1989-ben alakult meg Nyköping-ben. Az első négy nagylemezük megjelentetése után 2003-ig nem adtak ki új albumot, majd 2003-ban visszatértek két új stúdióalbummal, majd 2008-ban is megjelentettek egy nagylemezt.
A zenekar jelenlegi énekese Tomas Lindberg, aki a szintén svéd At the Gates-ben is szerepel.
Lemezkiadóik: No Records, Distortion Records, Osmose Productions, Relapse Records, Deathwish Inc.
Zenei hatásukként a következő zenekarokat jelölték meg: AC/DC, Ramones, Motörhead, The Stooges stb.
2008-ban Magyarországon is felléptek, a Doomriders zenekarral együtt, a Dürer Kertben (holott eredetileg a Corvin-tetőn koncerteztek volna). 2011-ben a Disfear volt basszusgitárosa, Henrik Frykman, elhunyt, rák következtében.

## Tagok
- Björn Peterson – gitár (1989-)
- Tomas Lindberg – ének (1998-)
- Marcus Andersson – dobok (1998-)
- Uffe Cederlund – gitár (2006-)
- Anders Axelsson – basszusgitár (2014-)

## Diszkográfia
- Disfear (stúdióalbum, 1992)
- A Brutal Sight of War (stúdióalbum, 1993)
- Disfear/Uncurbed Split EP (1993)
- Soul Scars (stúdióalbum, 1995)
- Everyday Slaughter (stúdióalbum, 1997)
- Misanthropic Generation (stúdióalbum, 2003)
- Powerload (stúdióalbum, 2003)
- Split lemez a Zeke-kel (2008, pontos cím ismeretlen)
- Live the Storm (stúdióalbum, 2008)
- Split lemez a Doomridersszel (2008, pontos cím ismeretlen)